# Anatoli Artsebarsky
Anatoly Pavlovich Artsebarsky (em ucraniano: Анатолій Павлович Арцебарський) (em russo: Анатолий Павлович Арцебарский; 9 de setembro de 1956) é um ex-cosmonauta soviético de descendência ucraniana.
Ele se tornou um cosmonauta em 1985. Artsebarky passou quase 5 meses no espaço no decorrer de um único voo. Em 1991, ele voou na Soyuz TM-12 e acoplou com a Mir. Artsebarsky e Sergei Krikalev ficaram na Mir enquanto os demais tripulantes retornaram após oito dias. Artsebarsky realizou seis caminhadas espaciais durante a missão Mir EO-9. Ele passou mais de 33 horas caminhando no espaço.